# Edward Van Ryswyck
Edward van Ryswyck (Antwerpen, 18 mei 1871 - aldaar, 11 mei 1931) was een Belgisch kunstschilder uit de Romantische School, gekend voor zijn vele stillevens met bloemen, vruchten en vis. Zijn naam wordt ook geschreven als Edward Van Rijswijck.

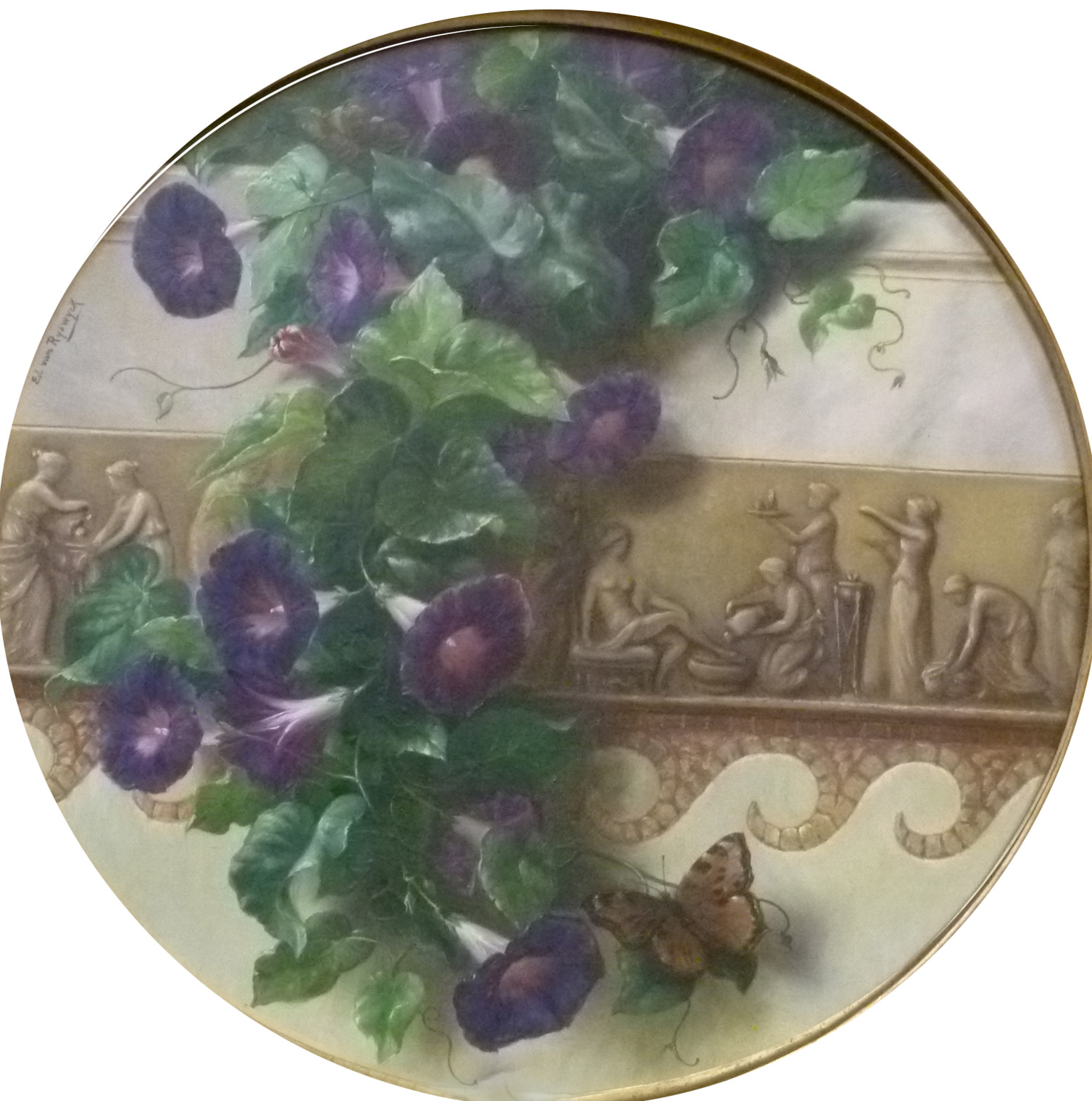
"Belles du jour"

Hij was een kleinzoon van de dichter Jan Theodoor van Rijswijck en de neef van de Antwerpse burgemeester Jan Van Rijswijck.
Wegens problemen met zijn gezondheid moest hij de school verlaten toen hij pas veertien jaar was. Hij ging dan gedurende korte tijd in de leer bij een Antwerps architect. Vervolgens schreef hij zich in op de Koninklijke Academie voor Schone Kunsten van Antwerpen, waar hij onder andere les kreeg van Jan-Willem Rosier (1858-1931).
In het begin van zijn loopbaan legde hij zich toe op botanische onderwerpen en studies van dieren uit de Antwerpse Zoo. Met zijn schilderij "Arenden vechten om een prooi" bekwam hij op negentienjarige leeftijd een studiebeurs en gelukwensen van koning Leopold II.
Hierna reisde hij naar Parijs en werd er leerling aan de Académie Julian. Hij kreeg er les van de historieschilders Jean-Paul Laurens (1838-1921) en Jean-Joseph Benjamin-Constant (1845-1902). Hij werkte eveneens in het atelier van een decoratieschilder, waar hij zich toelegde op het kopiëren van gekende schilderijen uit het Louvre. Na drie jaar keerde hij terug naar België.

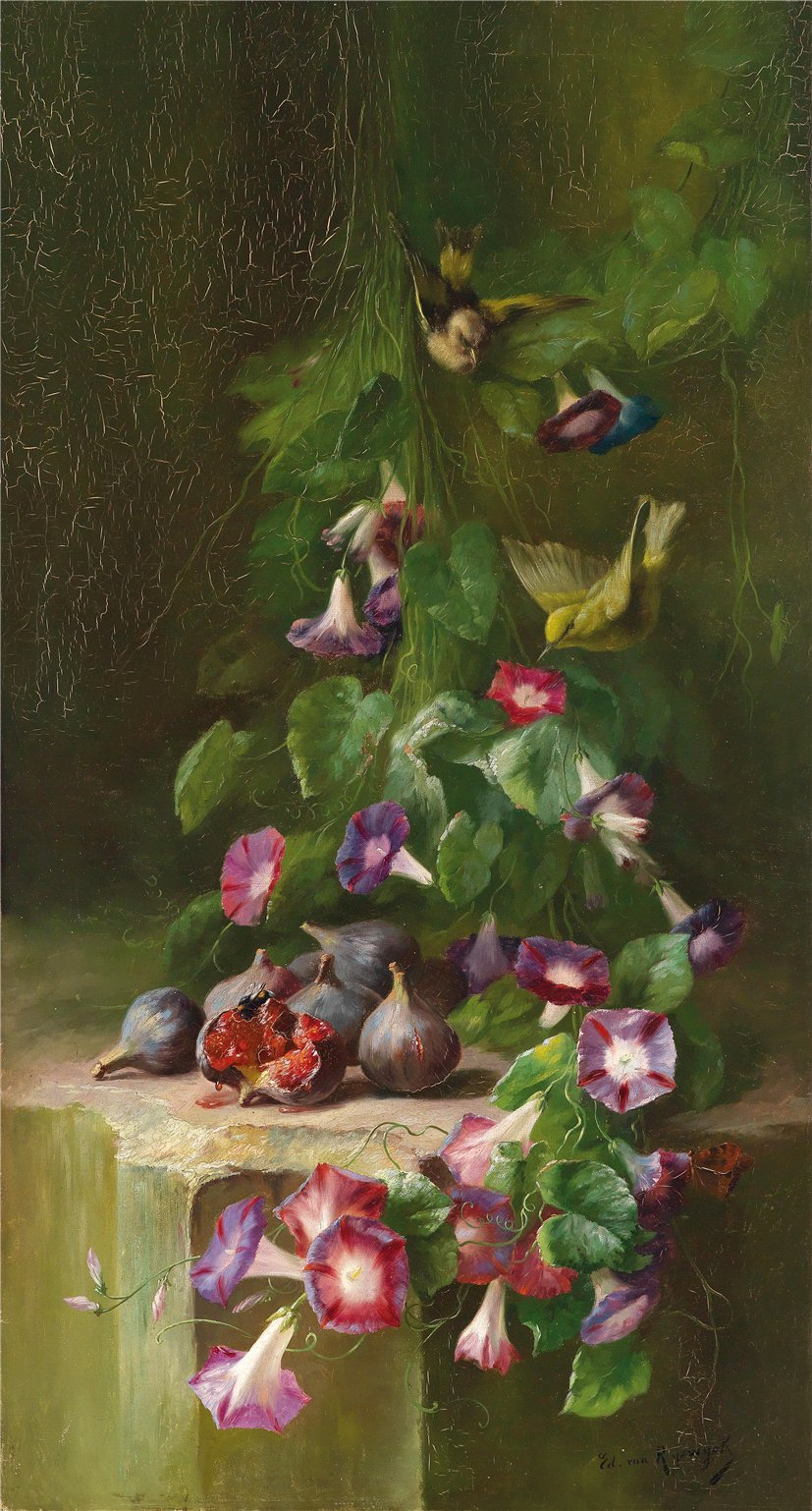
Stilleven met vijgen en lathyrus

Hij was eveneens in 1905 werkzaam in Italië.
Gedurende de Eerste Wereldoorlog week hij uit naar Nederland. Hier legde hij zich met succes toe op portretschilderen.
Na de oorlog keerde hij terug naar België. Hij werkte eerst in een atelier in de Oude Kerkstraat te Antwerpen en vervolgens in de Van Geeststraat te Borgerhout. Hij bouwde een succesvolle loopbaan uit met zijn vele schilderijen van landschappen en stillevens, die getuigen van een sterke technische vaardigheid.
Hij nam dikwijls deel aan tentoonstellingen. In 1904 exposeerde hij op het Driejaarlijkse Salon te Antwerpen en in 1908 op de inwijding van de Stadsfeestzaal te Antwerpen. Hij ontwierp in 1904 de maquette voor het monument voor Hendrik Conscience in Blankenberge. In Brasschaat was hij stoetenbouwer en ontwerper van praalwagens.
Zijn portret werd geschilderd door Johannes Cornelius Neervoort